# Sonia Sanchez
Sonia Sanchez   (Birmingham, 9 de setembre de 1934) nascuda amb el nom de Wilsonia Benita Driver, és una escriptora, poeta, activista i professora universitària afroamericana associada amb el Moviment d'Arts Negre. Ha escrit una dotzena de llibres de poesia, a més de contes, assajos, obres de teatre i llibres infantils. El 1993 va obtenir la beca Pew d' Art. El 2001, Sanchez va rebre la Medalla Robert Frost per la seva poesia (un dels honors més alts atorgats als poetes a nivell nacional) i ha influenciat a altres poetes afroamericanes com Krista Franklin.

## Biografia
Sanchez va néixer a Birmingham, Alabama el 9 de setembre de 1934. La seva mare es va morir quan tenia només un any i va ser cuidada per diversos familiars. Una d'elles en fou la seva àvia, que va morir quan Sánchez tenia 6 anys. El 1943 es va mudar a Harlem i va anar a viure amb el seu pare, la seva germana, i la seva madrastra, que era la tercera muller del seu pare.
La mort de la seva àvia fou un moment important en la seva vida. Va fer que Sánchez patís un terrible quequeig i que es va tornar introvertida. Tot i això, aquest quequeig només va provocar que llegís més i que posés més atenció a la llengua i els seus sons. A Harlem va superar el seu quequeig i va sobresortir en els seus estudis, trobant una veu poètica que més tard va emergir durant els seus estudis al Hunter College. Sánchez s'enfocà en el so dels seus poemes i va utilitzar recursos vocals africans i afroamericans. Ella és coneguda per les lectures públiques que va fer sobre la seva obra. Sanchez es va graduar en ciències polítiques el 1955 al Hunter College. Després que estudiés estudis postgraduats a la Universitat de Nova York (NYU), va treballar conjuntament amb Louise Bogan. Durant el seu temps a la universitat de Nova York va formar un grup de treball d'escriptors a Greenwich Village. D'aquest grup va néixer el “Quartet Broadside”. Aquest grup va incloure altres artistes importants del Moviment d'Arts Negre com: Haki Madhubuti, Nikki Giovanni i Etheridge Knight. Aquest últim esdevindria el seu segon marit. Aquests poetes joves foren presentats i promoguts pel poeta i eitor Dudley Randall.
Tot i que el seu primer matrimoni a Albert Sanchez no va reeixir, Sonia Sanchez va conservar el seu nom professional. Ella i Albert van tenir una filla anomenada Anita. Ella i Etheridge Knight, el seu segon marit, van tenir bessons anomenats Moran Neuse i Mungu Neuse. La maternitat va influir molt en la seva obra de la dècada de 1970 ja que els lligams entre una mare i els seus fills en va esdevenir un tema clau. Més tard Sanchez i Knight es van divorciar.

## Carrera professional

### Ensenyament
Fins al 1967 fou professora de l'escola comunitària Downtown de Nova York. Sanchez ha estat professora de 8 universitat i ha fet lectures a més de 500 campus de tots els Estats Units, com per exemple a la Universitat de Howard. Es va esforçar a que s'establissin estudis negres a nivell universitari. El 1966 va incloure cursos sobre estudis afroamericans a la Universitat Estatal de San Francisco. Sanchez fou la primera persona que va crear i ensenyar un curs basat en la literatura de les dones afroamericanes estatunidenques i el curs que oferia sobre literatura afroamericana normalment és considerat com el primer de la seva classe en una universitat blanca. Va considerar que la disciplina dels estudis negres havia de ser una nova plataforma per estudiar la raça i havia de canvia els biaixos institucionalitzats en les universitats estatunidenques. Això estava clarament en els objectius del Moviment d'Arts Negre. El 1977 Sanchez va obtenir la primera beca presidencial de la Universitat de Temple. Fou professora d'aquesta universitat fins que es va jubilar el 1999. Actualment és poeta en residència de la Universitat Temple. Ha fet lectures de les seves obres a llocs com Àfrica, el Carib, Xina, Austràlia, Europa, Nicaragua, Canadà, i Cuba.

### Activisme
Sanchez ha donat suport el al Front Unit Negre Nacional. Va influenciar molt el Moviment afroamericà de Drets Civil i el Moviment d'Arts Negre. A principis de la dècada de 1960 va esdevenir membre del CORE (Congrés per la Igualtat Racial), on va conèixer a Malcolm X. Tot i que al principi Sánchez havia estat integracionista, després de sentir a Malcolm X va esdevenir més separatista i va enfocar la seva obra en la identitat i la herència negra.
El 1972, Sanchez es va unir la a la Nació de l'Islam, però va abandonar l'organització el 1975 perquè no estava d'acord com aquesta veia els drets de les dones. Va escriure moltes obres de teatre i llibres que tractaven sobre les lluites i les vides de l'Amèrica negra. Entre les seves obres, en destaca Sister Sonji, que fou produïda al festival de teatre públic Shakespeare d'Off Broadway el 1972. Sanchez ha editat dues antologies de literatura afroamericana: We Be Word Sorcerers: 25 Stories by Black Americans (1984) i 360° of Blackness Coming at You (1999). Ha lluitat per altres causes activistes com la comunitat pacifista Brandywine, MADRE i Plowshares.

### Moviment d'Arts negre
L'objectiu del Moviment d'Arts Negre era una renovació de la voluntat, l'energia i la conscienciació negra. Sanchez va publicar poesia i assajos en nombrosos periòdics a la dècada de 1960, com The Libertator, Negro Digest, i Black Dialogue. Ha esdevingut una pensadora política sobre l'esticèta negra. Sanchez va esdevenir una veu important del moviment de les arts negre quan el 1969 va publicar el seu llibre de poemes Home Coming. Aquesta, juntament amb la seva segona obra We a BaddDDD People (1970), la van situar com una poeta que utilitzava formes experimentals per a discutir el desenvolupament de la identitat i nacionalisme negre.

## Estil i temes
Sanchez és coneguda per barrejar formats musicals -com el blus- i formats poètics tradicionals com el haiku i el tanka. També utilitza lletrejar per mostrar el so únic de l'anglès negre.
La seva primera col·lecció de poemes, Home Coming (1969), té influències del blues tant en forma com el contingut. La col·lecció descriu la lluita de la definici óde la identitat negra als Estats Units, així com altres causes de la cultura negra. El seu segon llibre, We a BaddDDD People (1970), solidifica la seva contribució al Moviment d'Arts Negre centrant-se en la vida privada dels afroamericans. Aquests poemes estan escrits en anglès vernacular afroamericà i utilitza signes de puntuació, espais i recitacions experimentals associades amb el jazz, .
Tot i que encara tracten sobre la necessitat d'un canvi cultural revolucionari, les obres posteriors de Sanchez com I've Been a Women (1978), Homegirls and Handgrenades (1984), i Under a Soprano Sky (1987), tendeixen a enfocar-se més en temes d'amor, comunitat i empoderament més que no pas en el separatisme. Ella continua explorant les formes del haiku, el tanka i el sonku, així com els ritmes influenciats pel blues. Les seves obres tardanes continuen tenint experiments formals com la èpica a Does Your House Have Lions? (1997) i el haiku a Matí Haiku (2010).
Sánchez també ha contribuït en el Moviment de les Arts Negre amb obres de teatre i de prosa. Va començar a escriure obres de teatre a San Francisco a la dècada de 1960. Moltes de les seves obres teatrals s'han enfocat en protagonistes femenins forts, en contra del masclisme. Sánchez ha estat reconeguda com una pionera del feminisme negre.

## Obres més tardanes
Entre la seva obra més recent destaca la cançó co-escrita amb Diana Ross "Hope is a Open Window" pel seu àlbum de 1998 Every Day is a New Day. Sanchez ha estat considerada com una de les 20 dones negres que han estat part de les "Freedom Sisters", una exposició iniciada pel Museu Cincinnati Center i la Smithsonian Institució.
Entre el 2012 i el 2014 Sanchez es va convertir en la primera poeta laureada de Filadèlfia.
El 2015 Barbara Attie, Janet Goldwater i Sabrina Shmidt Gordon van fer el documental BaddDDD Sonia Sanchez que tracta sobre la vida, carrera, obra i influència de Sanchez Aquesta pel·lícula es va estrenar al Regne Unit el 22 de juny de 2016.

## Premis
El 1969, Sanchez va guanyar el premi P.E.N.d'escriptura. Va guanyar el premi de l'Associació Nacional de Professors. El 1978-79 va guanyar el premi de l'Acadèmia Nacional de les Arts i la beca nacional de les arts. El 1985, va rebre el Premi del llibre americà per Homegirls and Handgrenades. També ha obtingut el premi del sevei a la Comunitat pel caucus nacional negra de legisladors estatals, el premi Lucretia Mott, el premi del governador per l'excel·lència en huanitats i el premi per la pau i la llibertat de la lliba internacional de les dones per la pau i la llibertat. El 1999 va guanyar el premi de poesia Langston Hugues, el 2004 el premi Harper Lee i el 2006 el premi Robert Creeley de la Fundació Robert Creeley.
El 2018, va guanyar el Premi Wallace Stevens de l'Acadèmia de Poetes americans per la seva maestria en la poesia.
El 26 de setembre de 2019 va guanyar el premi a la trajectòria professional de la fundació de Cleveland en els premis anuals Anisfield-Wolf Book.

## Obres seleccionades

### Poesia
- Homecoming, Broadside Press, 1969
- We a Baddddd People (1970), Broadside Press, 1973
- Love Poems, Third Press, 1973
- A Blues Book for a Blue Black Magic Woman, Broadside Press, 1974
- Autumn Blues: New Poems, Africa World Press, 1994, ISBN 978-0865432086
- Continuous Fire: A Collection of Poetry, 1994, ISBN 978-0865432123
- Shake Down Memory: A Collection of Political Essays and Speeches, Africa Worrld Press, 1991, ISBN 978-0865432116
- It's a New Day: Poems for Young Brothas and Sistuhs (1971)
- Homegirls and Handgrenades (1985) (reprint White Pine Press, 2007, ISBN 978-1-893996-80-9)
- Under a Soprano Sky, Africa World Press, 1987, ISBN 978-0-86543-052-5
- I've Been a Woman: New and Selected Poems, Third World Press, 1985, ISBN 978-0-88378-112-8
- Wounded in the House of a Friend, Beacon Press, 1995, ISBN 978-0-8070-6826-7
- Does Your House have Lions?, Beacon Press, 1997, ISBN 978-0-8070-6830-4
- Like the Singing Coming Off of Drums, Beacon Press, 1998
- Shake Loose My Skin.  Beacon Press, 2000. ISBN 978-0-8070-6853-3.
- Ash (2001)
- Bum Rush the Page: A Def Poetry Jam (2001)
- Morning Haiku.  Beacon Press, 2010. ISBN 978-0-8070-6910-3.[Enllaç no actiu]

### Obres de teatre
- Black Cats and Uneasy Landings (1995)
- I'm Black When I'm Singing, I'm Blue When I Ain't (1982)
- The Bronx is Next (1970)
- Sista Son/Ji (1972)
- Uh Huh, But How Do It Free Us? (1975)
- Malcolm Man/Don't Live Here No More (1979)
- I'm Black When I'm Singing, I'm Blue When I Ain't and Other Plays (Duke University Press, 2010)

### Col·leccions de contes
- A Sound Investment and Other Stories (1979)

### Llibres infantils
- It's a New Day (1971)
- A Sound Investment
- The Adventures of Fat Head, Small Head, and Square Head, The Third Press, 1973, ISBN 978-0-89388-094-1

### Antologies
- We Be Word Sorcerers: 25 Stories by Black Americans (1974)
- 360 Degrees of Blackness Coming at You! (1999)
- The Best American Poetry, 1999.  Scribner, 1999. ISBN 978-0-684-84280-6.
- «A Poem for My Father». A: Junot Díaz. The Beacon Best of 2001: Great Writing by Women and Men of All Colors and Cultures.  Beacon Press, 2001. ISBN 978-0-8070-6239-5.
- «answer to yo / question of am i not yo / woman even if you went on shit again». A: The Oxford Anthology of African-American Poetry.  Oxford University Press, 2006. ISBN 978-0-19-512563-4.

### Entrevistes
- Joyce Ann Joyce. Conversations with Sonia Sanchez.  University Press of Mississippi, 2007. ISBN 978-1-57806-952-1.

## Discografia
- A Sun Lady for All Seasons Reads Her Poetry (Folkways Records, 1971)
- Every Tone a Testimony (Smithsonian Folkways, 2001)